# Александер Дупчек
Александер Дупчек (слч. Alexander Dubček; Ухровец, 27. новембар 1921 — Праг, 7. новембар 1992) био је словачки комунистички политичар. Дубчек је главна личност Прашког пролећа 1968. године. Он је служио као први секретар Президијума централног комитета Комунистичке партије Чехословачке (КПЧ) (био је де факто лидер Чехословачке) од јануара 1968 до априла 1969. Он је покушао да реформише комунистичку владу током Прашког пролећа, али је био принуђен да поднесе оставку након инвазије Варшавског пакта у августу 1968.
За време његовог руководства, под слоганом „Социјализам са људским лицем”, Чехословачка је укинула цензуру на медије и дошло је до либерализације чехословачког друштва, што је дало потпору такозваном Новом таласу у чехословачкој филмографији. Међутим, он је био под притиском стаљинистичких гласова унутар партије, као и совјетског руководства, који нису подржавали правац у коме се земља кретала и бојали су се да Чехословачка може ослабити везе са Совјетским Савезом и постати у већој мери западњачки настројена. Као резултат тога, на земљу су извршиле инвазију друге земље Варшавског пакта 20. и 21. августа 1968. године, чиме је ефективно окончан процес познат као Прашко прољеће. Дупчек је поднео оставку у априлу 1969 и наслиједио га је Густав Хусак, који је иницирао нормализацију. Дубчек је избачен из Комунистичке партије 1970. године.
Касније, након збацивања комунистичког режима 1989. године, он је био председник Федералног чехословачког парламента. Исто тако, Европски парламент је наградио Дупчека са Сахаровом наградом за слободу мисли 1989. године.

## Биографија
Родио се 1921. године у истој кући као и Људовит Штур у згради месне школе. Његов отац Штефан Дупчек био је столар и неколико година је радио у САД где је постао уверени комуниста. Млади Александер Дупчек је 1925. године отишао са својим родитељима у совјетски Киргистан и на овај начин је Дупчекова породица живела у Совјетском Савезу и САД. 1938. године су се Дупчекови преселили у Словачку да би Александер Дупчек следеће године ступио у тада илегалну Комунистичку партију Словачке.
Изучио је занат машинског бравара и радио у Дубици над Вахом а 1944. године је учествовао у Словачком народном устанку. После рата је деловао на различитим политичким функцијама у Тренчину и Бањској Бистрици. Како је одлично говорио руски био је упућен у Москву да тамо студира политичке науке. Од 1962. године је вршио функцију секретара обласног одбора Комунистичке партије Чехословачке у Братислави. Сукобио се 1967. године са председником Чехословачке Антонином Новотним који није био популаран и ово је резултовало у његовом избору за првог секретара централног комитета Комуниста Чехословачке и овај је процес назван Прашко пролеће.
Водећи политичари Совјетском Савезу су пратили процесе у ЧССР-и са великим незадовољством и бојали су се слабљења позиција Источног социјалистичког блока на међународној сцени и пошто чехословачки реформисти нису добили поверење совијетских савезника ови су почетком јула активно радили на припремању војног удара против ЧССР-е.
Здружена војска пет држава Варшавског пакта напала је и заузела ЧССР током ноћи са 20. августа на 21. август, а Александер Дупчек и друге вође Прашког пролећа одведени су у Москву.
Упркос поразу Дупчек се није повукао са своје функције добровољно, ни у време када се спалио Јан Палах ни у време других манифестација против присутности окупационе војске у ЧССР-и. Александра Дупчека је у његовој функцији заменио Густав Хусак. У априлу 1969. године он је опозван са функције. Кратко је радио као амбасадор у Турској а затим је био 1970. године избачен из Комунистичке партије Словачке повукао се из јавног живота и радио је за једно шумарско предузеће из Братиславе.
После Плишане револуције у годинама 1989. – 1992. године се враћа полако у политику и 1989. године се о њему размишљало као о председнику Чехословачке. Када су се лидери Плишане револуције договорили да председник буде Вацлав Хавел, Дупчек се (према Федору Галу) од жалости расплакао. Године 1992. је доживео саобраћајну несрећу и био хоспитализован на Прашкој болници на Хомолци где је и умро 7. новембра 1992. године, а сахрањен је на гробљу Славичкове удољије у Братислави.
Године 1995. председник Словачке Михал Ковач га је посмртно одликовао Орденом Људовита Штура првог реда.